# Żeglarz (komedia)
Żeglarz – trzyaktowa komedia Jerzego Szaniawskiego z 1925 roku.
Akcja sztuki osnuta jest wokół budowy pomnika, którym mieszkańcy rodzinnego miasta chcą uczcić bohatera, jakim jest dla nich kapitan Nut. Młody historyk o imieniu Jan, sprawdza jednak fakty i burzy legendę, udowadniając, że kapitan żyje nadal pod przybranym nazwiskiem, a dokonane przez niego czyny są całkowitym zaprzeczeniem bohaterstwa. W dramacie ostatecznie zwycięża mit.
Sztuka uznawana była za jeden z czołowych dramatów Szaniawskiego w okresie przedwojennym.